# Arso Airport
Arso Airport är en flygplats i Indonesien.   Den ligger i provinsen Papua, i den östra delen av landet, 3 800 km öster om huvudstaden Jakarta. Arso Airport ligger 63 meter över havet.
Terrängen runt Arso Airport är platt. Runt Arso Airport är det glesbefolkat, med 16 invånare per kvadratkilometer. I omgivningarna runt Arso Airport växer i huvudsak städsegrön lövskog.